# 交響曲第5番 (シュポーア)
交響曲第5番 ハ短調 作品102 (独: Sinfonie Nr. 5 op. 102) は、ドイツの作曲家ルイ・シュポーアが1837年に作曲した交響曲である。
初演は1838年にウィーンで行われた。

## 編成
フルート2、オーボエ2、クラリネット2、ファゴット2、ホルン4、トランペット2、トロンボーン3、ティンパニ、弦5部

## 楽曲構成
全4楽章からなる。演奏時間は約30分から35分。
- 第1楽章 Andante - Allegro
- 第2楽章 Larghetto
- 第3楽章 Scherzo
- 第4楽章 Finale: Presto